# Christian Dick
Christian Dick (Ås, 2 de septiembre de 1883-Oslo, 14 de agosto de 1955) fue un deportista noruego que compitió en vela en la clase 7 Metre. Participó en los Juegos Olímpicos de Amberes 1920, obteniendo una medalla de plata en la clase 7 Metre.

## Palmarés internacional
| Juegos Olímpicos | Juegos Olímpicos  | Juegos Olímpicos | Juegos Olímpicos |
| Año              | Lugar             | Medalla          | Clase            |
| ---------------- | ----------------- | ---------------- | ---------------- |
| 1920             | Amberes (Bélgica) | Medalla de plata | 7 Metre          |